# خون‌آشام‌ها در برابر برانکس
خون‌آشام‌ها در برابر برانکس (به انگلیسی: Vampires vs. the Bronx) فیلمی در ژانر کمدی ترسناک محصول ۲۰۲۰ به کارگردانی اوز رودریگز و نویسندگی اوز رودریگز و بلیز همینگوی است.
فیلم در ۲ اکتبر سال ۲۰۲۰ توسط نتفلیکس منتشر شد.

## بازیگران
- جیدن مایکل در نقش میگوئل مارتینز
- جرالد دبلیو جونز سوم در نقش بابی کارتر
- گریگوری دیاز چهارم در نقش لوئیز آکوستا
- سارا گادون در نقش ویویان
- کلیف «مرد متد» اسمیت در نقش پدر جکسون
- شی ویگام در نقش فرانک پولیدوری
- کوکو جونز در نقش ریتا
- جوئل «بچه مرو» مارتینز در نقش تونی
- کریس رد در نقش آندره
- ولادیمیر کالامائو در نقش پاپو
- جرمی هریس در نقش هنی
- آدام دیوید تامپسون در نقش الکسیس
- جودی مارته در نقش کارمن مارتینز
- ریچارد بکینز در نقش مارکوس
- ایمانی لوئیس در نقش گلوریا
- زویی سالدانا در نقش بکی

## تولید
در ۱۴ اوت ۲۰۱۸، اعلام شد که برادوی ویدئو و خاویار تولید فیلم را آغاز کردند.

## انتشار
در سپتامبر ۲۰۲۰، نتفلیکس مجوز را گرفت و در ۲ اکتبر سال ۲۰۲۰ منتشر شد.